# Madonna col Bambino (Elia della Marra Possenta)

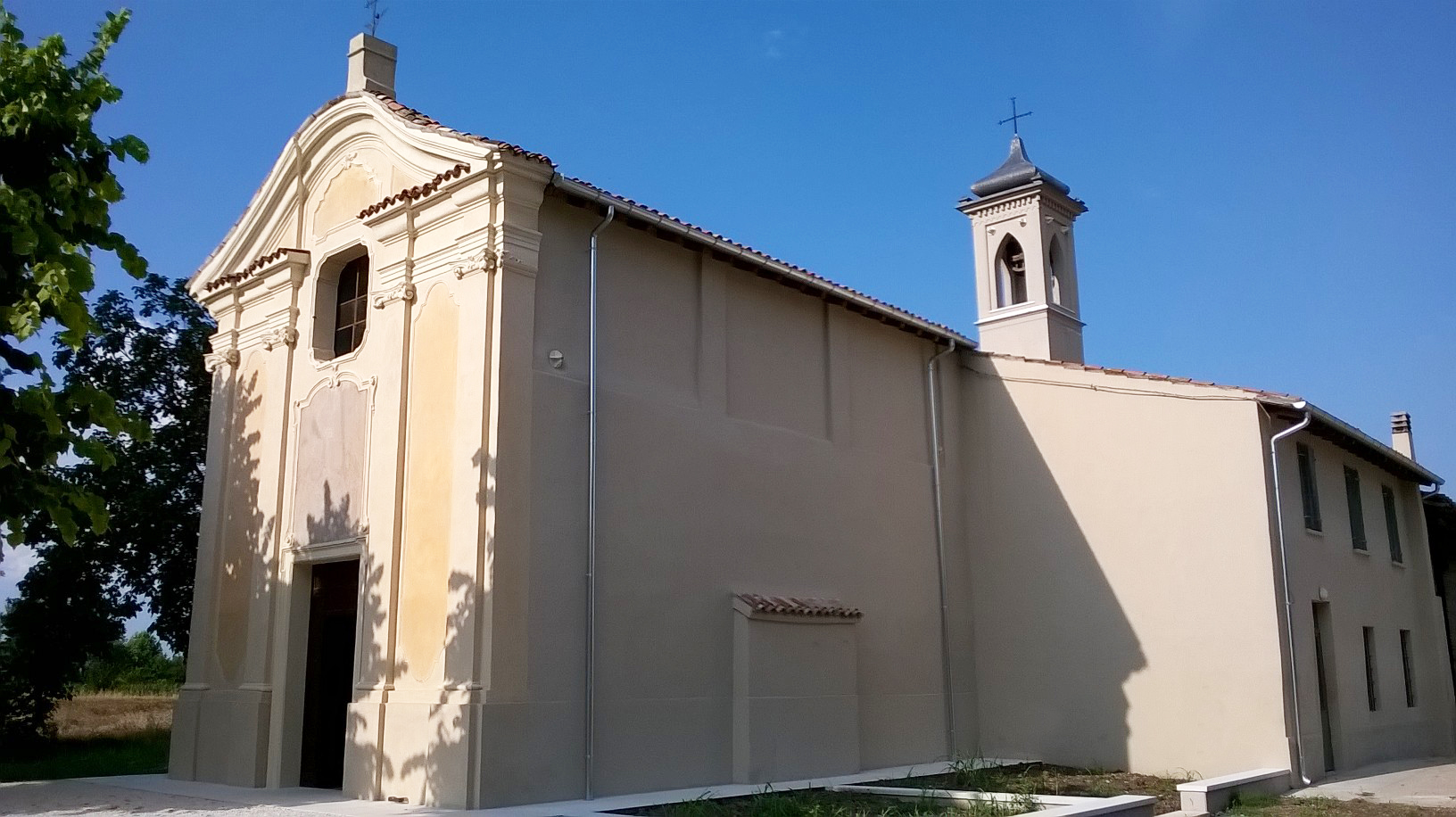
Possenta, Santuario della Beata Vergine della Possenta

La Madonna col Bambino è una scultura in terracotta databile al XV secolo attribuita a Elia della Marra e conservata nel santuario della Beata Vergine della Possenta, in frazione Possenta di Ceresara, provincia di Mantova.

## Descrizione e stile
La statua presenta la Vergine seduta col Bambino benedicente sulle ginocchia, nell'intento di stringere un uccellino nella mano sinistra. Il manufatto, per periodo e stile di esecuzione, è stato paragonato alla Annunciazione di Castel Goffredo, dello stesso autore. Il modello si rifà alle sculture di Giovanni Antonio Amadeo, presenti nel chiostro piccolo della Certosa di Pavia.
Nella Corte Ghisiola, a poca distanza dal santuario, operava una comunità dei Serviti, dediti alla devozione alla Vergine Maria.